# Huntingdonshire
Le Huntingdonshire (/ˈhʌntɪŋdənʃə/ or /ˈhʌntɪŋdənʃɪər/), abrégé en Hunts, est un comté traditionnel d'Angleterre. Il doit son nom à son chef-lieu, la ville de Huntingdon. Depuis 1974, il constitue un district non métropolitain du Cambridgeshire.
Les principales villes du Huntingdonshire sont Huntingdon, Ramsey, St Ives et St Neots.

## Histoire
La zone correspondant au Huntingdonshire moderne a été délimitée pour la première fois à l'époque anglo-saxonne. Ses limites sont restées en grande partie inchangées depuis le Xe siècle, bien qu'il ait perdu son statut historique de comté en 1974. Lors de son accession au trône, en 1154, Henri II  déclara tout le Huntingdonshire une forest.
Le titre de comte de Huntingdon est créé en 1065. Il est fréquemment détenu par des princes écossais jusqu'au début du XIIIe siècle.
Jusqu'au XIXe siècle, le comté est divisé en quatre hundreds : Norman Cross au nord, Leightonstone à l'ouest, Hurstingstone à l'est et Toseland au sud. Il devient un comté administratif en 1889, en vertu du Local Government Act 1888. Il est fusionné au sein du Cambridgeshire en 1974, en vertu du Local Government Act 1972, et devient un simple district non métropolitain. L'idée d'en faire une autorité unitaire, sur le modèle du Rutland ou du Herefordshire, est envisagée dans les années 1990, mais elle n'aboutit pas.